# Daniel Toussain
Daniel Toussain (Tossanus) est un pasteur réformé français né à Montbéliard le 15 juillet 1541 et mort à Heidelberg le 10 janvier 1602.
Fils de Pierre Toussain il fit ses études à Bâle et à Tübingen. Revenu en France il prêcha pendant six mois dans sa ville natale, puis en 1560 se rendit à Orléans où, après avoir été professeur d'hébreu, il fut ordonné ministre de l'Église réformée en 1561. En 1568 il fut forcé de fuir avec les autres protestants, mais fut bientôt découvert et emprisonné plus de deux semaines. Il s'enfuit alors avec sa famille à Montargis, où il fut protégé par la duchesse de Ferrare jusqu'à ce que le roi de France eût exigé l'expulsion de tous les Huguenots. Il chercha donc refuge à Sancerre et, au bout d'un an, retourna à Montbéliard. Là il fut accusé d'enseigner les hérésies calviniste et zwinglienne, il répondit en affirmant sa foi luthérienne.
En 1571, il fut rappelé à Orléans, et assura des services religieux dans le Château de l'Île, à quelques kilomètres, mais aux nouvelles du massacre de la Saint-Barthélemy, il s'enfuit juste à temps pour échapper au massacre total et au pillage de l'île qui eut lieu le jour suivant ; il fut caché à Montargis par un noble catholique et plus tard par la duchesse dans une tour de son château. En novembre 1572, il réussit à retourner chez son père à Montbéliard, mais l'intolérance luthérienne l'en chassa de nouveau, si bien qu'il accepta un appel des réfugiés français de Bâle.
En mars 1573, il fut nommé aumônier auprès du comte palatin Frédéric III à Heidelberg, mais en 1576 Frédéric, qui était calviniste, fut remplacé par son fils, le luthérien Louis VI, et les réformés se virent expulsés. Ils trouvèrent pourtant un protecteur calviniste à Neustadt, dans la personne de Jean Casimir, le frère du comte, et Toussain y devint inspecteur ecclésiastique et contribua à fonder une Académie où il fut l'un des enseignants. Après la mort de Zacharias Ursinus il fut également prédicateur à l'église des réfugiés Saint-Lambert. En 1583 Louis VI mourut et Jean Casimir devint régent. Appelant Toussain à son conseil, il expulsa de Heidelberg les luthériens ; Toussain par la suite devint professeur de théologie et, en 1584, recteur.
Auteur prolifique, il est crédité de pas moins de trente-trois œuvres, dont la liste avec sa correspondance se trouve dans F. W. Cuno, Daniel Tossanus (Amsterdam, 1898).

## Sources
- (en) Cet article est partiellement ou en totalité issu d'une traduction de l'article de la Religious Encyclopedia en anglais de Schaff-Herzog (1903, domaine public) intitulé « TOUSSAIN, DANIEL ».